# Аніта Гілл
Аніта Фей Гілл (нар. 30 липня 1956) — американська юристка, педагогиня, письменниця і феміністка. Вона є професоркою соціальної політики, права та жіночих студій в Університеті Брандейса та викладачкою у Школі соціальної політики та менеджменту Геллера при університеті. Вона стала фігурою національного масштабу в США у 1991 році, коли звинуватила Кандидата у Верховний суд Кларенса Томаса, її керівника з Департаменту освіти США та Комісії з рівних можливостей працевлаштування, у сексуальних домаганнях.

## Раннє життя та освіта
Аніта Гілл народилася в родині фермерів у Лоун-Трі, штат Оклахома, наймолодшою з 13 дітей Альберта та Ерми Гілл. Її сім'я походила з Арканзасу, де її дід по материнській лінії Генрі Еліот та всі її прадіди і прабабусі народилися в рабстві.  Гілл була вихована у баптистській вірі.
Гілл закінчила середню школу Морріса, штат Оклахома, у 1973 році. Після середньої школи вона вступила до Університету штату Оклахома і в 1977 році здобула ступінь бакалавра психології з відзнакою. Вона навчалася в Єльській юридичній школі, здобувши ступінь докторки юриспруденції з відзнакою у 1980 році  

## Юристка
Гілл була прийнята до адвокатури округу Колумбія в 1980 році і розпочала свою юридичну кар'єру як співробітниця вашингтонської фірми Wald, Harkrader & Ross. У 1981 році вона стала адвокаткою-радницею Кларенса Томаса, який тоді був помічником міністра США  в управлінні з питань громадянських прав Департаменту освіти. Коли Томас став головою Комісії з рівних можливостей працевлаштування (EEOC) у 1982 році, Гілл залишилась його помічницею, залишивши роботу в 1983 році.

## Професорка
Потім Гілл стала асистенткою професора в Школі права євангельського християнина Коберна в Університеті Орала Робертса, де викладала з 1983 по 1986 рік. У 1986 році вона вступила на факультет юридичного коледжу Університету Оклахоми, де викладала комерційне право та контракти.  
У 1989 році вона стала першою штатною афроамериканською професоркою. Вона залишила університет у 1996 році через постійні заклики до її відставки, які почалися після того, як вона дала свідчення у 1992 році. У 1998 році вона стала запрошеною науковицею в Університеті Брандейса, а в 2015 році – професоркою університету в школі.

## Звинувачення в сексуальних домаганнях проти Кларенса Томаса

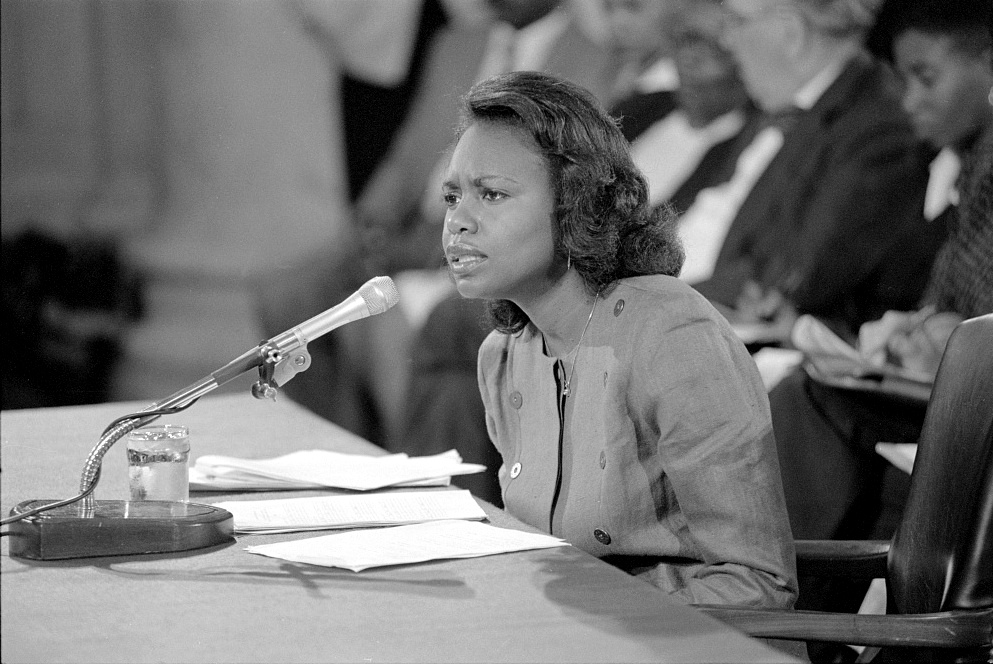
Гілл дає свідчення перед судовим комітетом Сенату в 1991 році

У 1991 році президент Джордж Буш-старший висунув кандидатуру Кларенса Томаса, федерального окружного судді, на посаду заступника судді Верховного суду Тургуда Маршалла, який вийшов у відставку. Слухання в Сенаті щодо його затвердження вже були завершені, і хороший характер Томаса був представлений як головна характеристика для високого суду, оскільки він був суддею лише трохи більше одного року.  Майже не було організованої опозиції щодо призначення Томаса, і його підтвердження здавалося завершеним, доки в пресу не просочився звіт про приватне інтерв'ю Гілл, проведене ФБР. Потім слухання були відновлені, і Гілл викликали для публічних свідчень.  
11 жовтня 1991 року, під час публічних слухань, які транслювались по телевізору, Гілл сказала, що Томас сексуально домагався її, коли був її керівником у Департаменті освіти та EEOC. Коли її запитали, чому вона перейшла з Томасом на іншу роботу після того, як він нібито її переслідував, вона відповіла, що працювати на авторитетній посаді в галузі громадянських прав було в її амбіціях. Ця посада була достатньо привабливою, щоб завадити їй повернутися до приватної практики у своїй попередній фірмі. Вона сказала, що пізніше усвідомила, що цей вибір представляв собою погане рішення з її боку, але «тоді здавалося, що сексуальні домагання... закінчилися».
За словами Гілл, Томас багато разів просив її «прогулятись» протягом двох років її роботи своєю помічницею, після того, як вона відхилила його прохання, він використовував робочі ситуації для обговорення сексуальних тем. «Він говорив про... наступні питання, про жінок, які займаються сексом з тваринами, і фільми, що показують сцени групового сексу чи зґвалтування», — сказала вона, додавши, що кілька разів Томас графічно описував «свою сексуальну майстерність» та деталі своєї анатомії. Гілл також розповіла про випадок, коли Томас оглянув банку кока-коли на своєму столі й запитав: «Хто поклав лобкове волосся на мою колу?». Під час слухання сенатор-республіканець Оррін Гетч натякав, що «Гілл працювала у тандемі з «витонченими юристами» і зацікавленими групами, які прагнули знищити шанси Томаса приєднатися до суду». Томас сказав, що вважав Гілл подругою, якій допомагав на кожному кроці, тому, коли звинувачення в домаганнях надійшли від неї, вони були особливо образливими. Він сказав: «Я втратив віру в те, що якщо я зроблю все можливе, все вийде». 
Чотири жінки-свідки чекали, щоб висловити довіру Гілл, але їх не викликали.
Гілл погодилась пройти перевірку на поліграфі. Хоча сенатори та інші органи влади зауважили, що на результати поліграфу не можна покладатися і вони неприпустимі в судах, результати Гілл підтвердили її заяви. Томас не проходив перевірку на поліграфі. Він рішуче і цілковито заперечував, заявляючи, що його піддають «високотехнологічному лінчуванню чорних» з боку білих лібералів, які намагалися перешкодити чорношкірому консерватору зайняти місце у Верховному суді. Після тривалих дебатів Сенат Сполучених Штатів підтвердив Томаса до Верховного суду 52 голосами проти 48, що є найменшим відривом з XIX століття.  
Прихильники Томаса заявили, що Гілл мститься. Вони наголосили на десятирічній затримці між інцидентами та звинуваченнями і зауважили, що Гілл пішла за Томасом на іншу роботу, а пізніше мала особисті контакти з Томасом, зокрема, він одного разу підвіз її до аеропорту. Гілл заперечила, вона виступила проти Томаса, оскільки вважала своїм обов'язком поділитися інформацією про характер та дії особи, яку розглядали у Верховному суді. Вона засвідчила, що після звільнення у неї було дві «несуттєві» телефонні розмови з Томасом і що вони двічі бачилася особисто, один раз через необхідність отримати довідку про роботу, а другий раз, коли він публічно з'явився в Оклахомі, де вона викладала. 
Сумніви щодо правдивості свідчень Гілл у 1991 році тривали ще довго після того, як Томас зайняв місце в Суді. Їх описав письменник American Spectator Девід Брок у своїй книзі 1993 року «Справжня Аніта Гілл», хоча пізніше він відмовився від своїх заяв і вибачився перед Гілл. Після інтерв'ю з кількома жінками, які стверджували, що Томас часто піддавав їх відвертим сексуальним висловлюванням, репортери Wall Street Journal Джейн Маєр і Джилл Абрамсон написали книгу «Дивна справедливість: продаж Кларенса Томаса», в якій дійшли висновку, що Томас брехав під час процесу. У 2007 році Кевін Меріда, співавтор іншої книги про Томаса, зауважив, що те, що сталося між Томасом і Гілл, було «в кінцевому рахунку невідомо» іншим, але було ясно, що «один з них збрехав, і крапка». 
У жовтні 2010 року дружина Томаса Вірджинія, консервативна активістка, залишила голосову пошту в офісі Гілл з вибаченнями за її свідчення 1991 року. Спочатку Гілл вважала, що дзвінок був шахрайським, тому звернулась до поліції кампусу університету Брандейса, яка повідомила ФБР. Після того, як їй повідомили, що дзвінок справді був від Вірджинії Томас, Гілл сказала ЗМІ, що вона не вважає, що повідомлення було призначене для примирення: «Я правдиво свідчила про свій досвід і підтримую це свідчення». Вірджинія Томас відповіла, що дзвінок був «оливковою гілкою».  

## Публіцистка
У 1994 році Гілл написала книгу, присвячену пам'яті Тургуда Маршалла, першого судді Верховного суду США — афроамериканця, який передував Кларенсу Томасу, під назвою «Данина Тургуду Маршаллу: Людина, яка порушила традиції щодо расових і гендерних питань». Вона окреслила внесок Маршалла в принципи рівності як судді та те, як його робота вплинула на життя афроамериканців, зокрема афроамериканських жінок.
20 жовтня 1998 року Гілл опублікувала книгу «Говорити правду владі». У більшій частині книги вона розповідає про свою сторону суперечки, про сексуальні домагання та свої професійні стосунки з Кларенсом Томасом. Крім цього, вона також дає уявлення про те, яким було її особисте життя від дитинства, коли вона росла в Оклахомі, до посади професора права.  
Гілл стала прихильницею прав жінок і фемінізму. Це можна побачити з розділу в книзі 2007 року «Жінки та лідерство: стан і стратегії змін». Вона писала про жінок-суддів і чому, на її думку, вони відіграють таку велику роль у балансуванні судової системи. Вона стверджує, що оскільки жінки та чоловіки мають різний життєвий досвід, спосіб мислення та історію, обидва необхідні для збалансованої судової системи. Вона пише, що для створення у США найкращої правової системи всім людям необхідна можливість бути представленими.
У 2011 році була опублікована друга книга Гілл, Reimagining Equality: Stories of Gender, Race, and Finding Home, вона обговорює стосунки між домом і американською мрією. Вона також викриває нерівність у статі, расі та власності на житло. Вона стверджує, що інклюзивна демократія важливіша за дебати про законні права. Вона використовує власну історію та історію інших афроамериканок, таких як Ненні Гелен Берроуз, щоб підсилити свої аргументи щодо повного переосмислення рівності.
28 вересня 2021 року Гілл опублікувала книгу «Віруючи: наша тридцятирічна подорож до припинення гендерного насильства».